# مشروع بلوشير

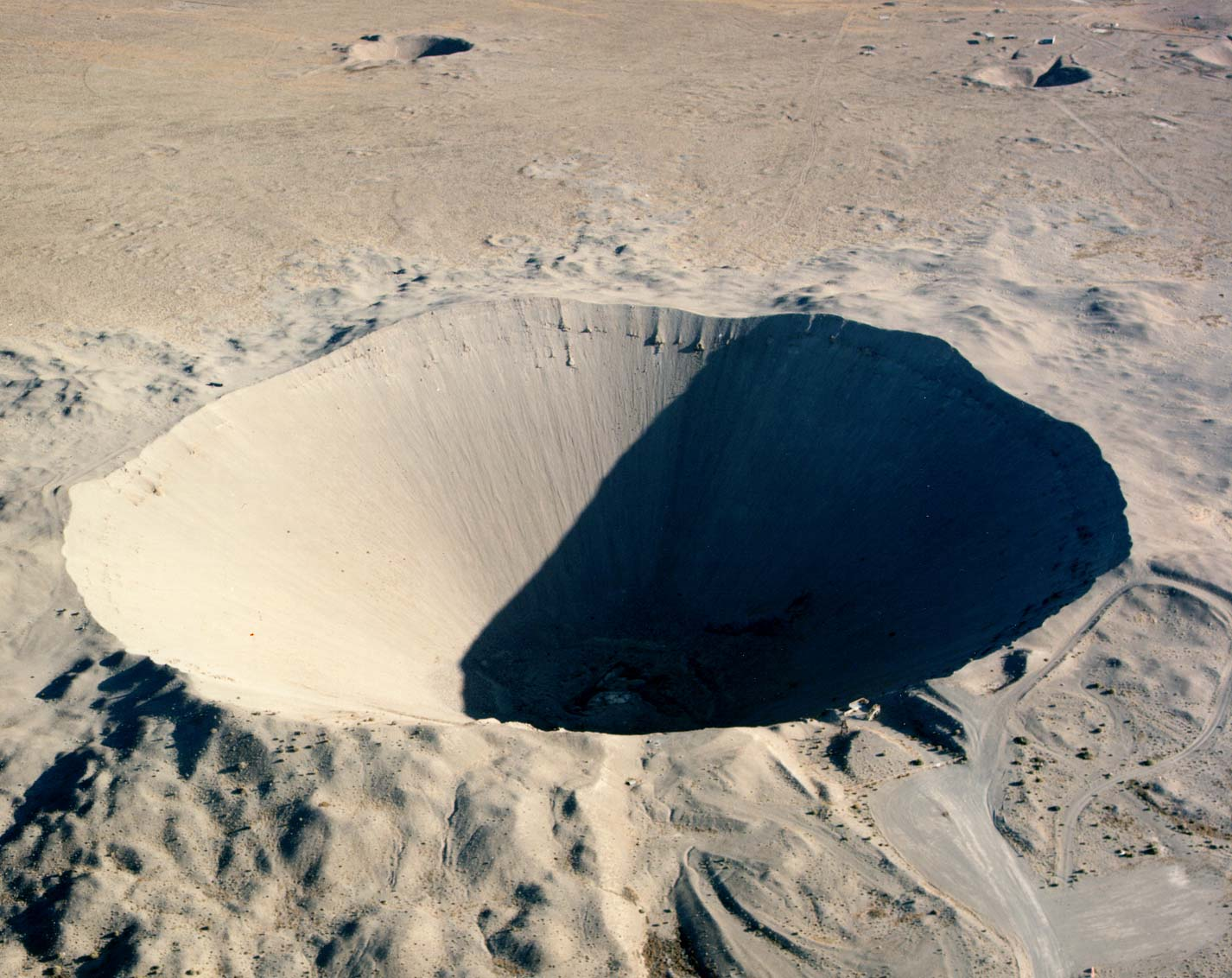
فوهة سيدان أحد مشاريع بلوشير

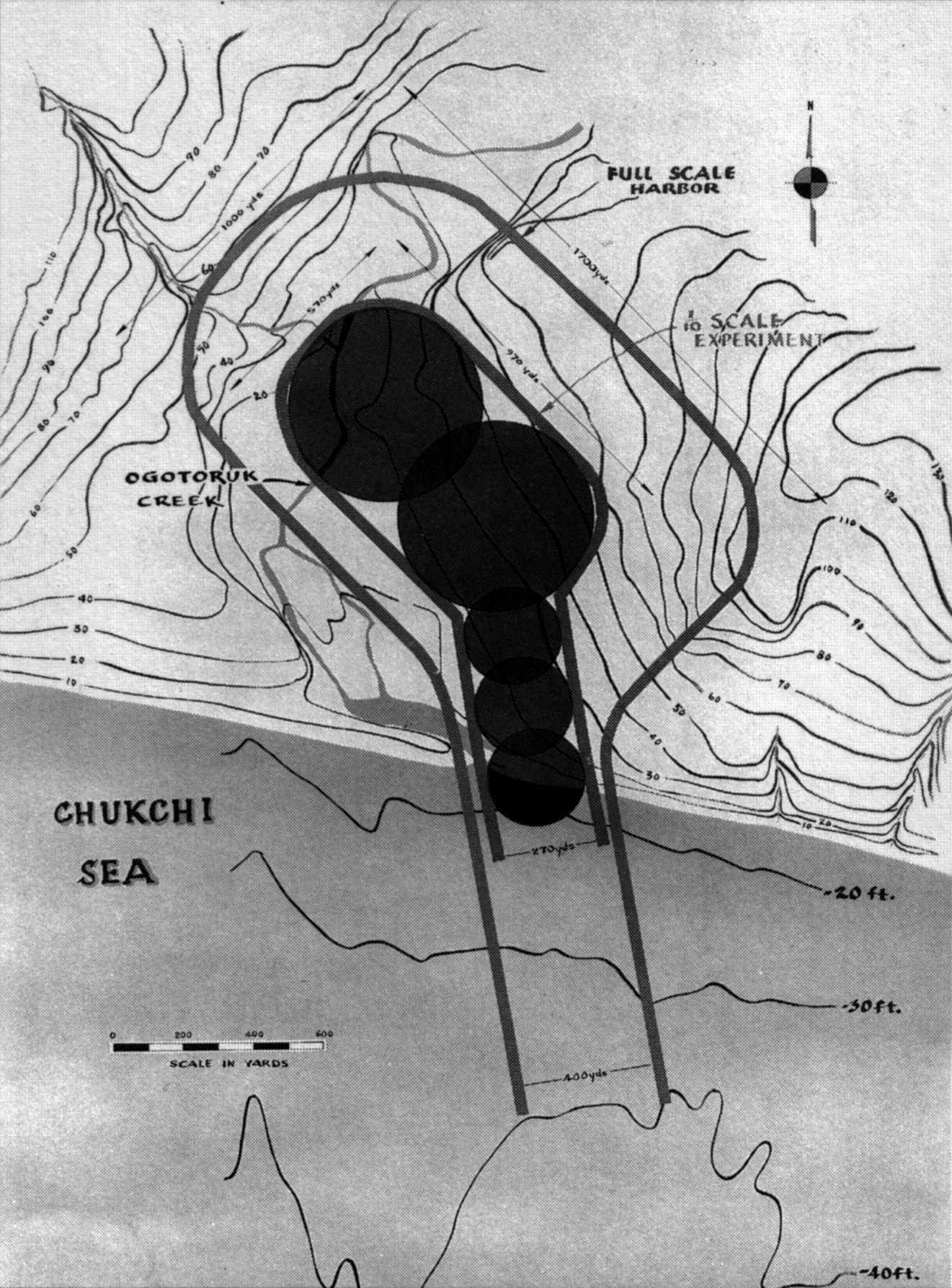
إنشاء الميناء الاصطناعي أحد مشاريع بلوشير

مشروع بلوشير هو برنامج الولايات المتحدة الشامل لتطوير التقنيات لاستخدام المتفجرات النووية لأغراض البناء السلمية. كجزء من البرنامج تم تفجير 31 رأس حربي نووي في 27 اختبار منفصل.

## نبذة
كان بلوشير الجزء الأمريكي مما يسمى الانفجارات النووية السلمية (PNE) وتم تنفيذ برنامج سوفياتي مماثل تحت اسم الانفجارات النووية للاقتصاد الوطني. تتضمن التظاهرات الناجحة للاستخدامات غير القتالية للمتفجرات النووية مثل تفجير الصخور وتحفيز الغاز الضيق وتصنيع العنصر الكيميائي ساعدت العلماء الجيولوجيين وايضاً متابعة التنقيب عن شركات التعدين. وأدى «إختبار سيدان النووي» الضخم الذي لم يسبق له مثيل في المشروع إلى قيام الجيولوجيين بتحديد أن فوهة بارينجر قد تشكلت نتيجة لتأثير نيزك وليس من انفجار بركاني كما كان يفترض في وقت سابق. أصبحت هذه الحفرة الأولى على الأرض. أدت التأثيرات السلبية من اختبارات مشروع بلوشير إلى ظهور معارضة عامة كبيرة مما أدى في النهاية إلى إنهاء البرنامج في عام 1977.

## الأسباب
من خلال استغلال الاستخدامات السلمية «للذرة الصديقة» في التطبيقات الطبية ثم في محطات الطاقة النووية سعت الصناعة النووية والحكومة إلى تهدئة المخاوف العامة بشأن التقنية النووية وتعزيز قبول الأسلحة النووية. في ذروة العصر الذري أطلقت الحكومة الفيدرالية الأمريكية مشروع بلوشير الذي يشمل «التفجيرات النووية السلمية». أعلن رئيس لجنة الطاقة الذرية في الولايات المتحدة في ذلك الوقت لويس شتراوس أن مشروع بلوشير كان يهدف إلى «تسليط الضوء على التطبيقات السلمية لأجهزة المتفجرات النووية وبالتالي خلق مناخ من الرأي العام العالمي الأكثر ملاءمة لتطوير واختبارات الأسلحة».

## الاقتراحات
الاستخدامات المقترحة للمتفجرات النووية في إطار مشروع بلوشير تشمل توسيع قناة بنما وبناء ممر مائي جديد على مستوى البحر من خلال نيكاراغوا الملقبه بالقناة الذرية وقطع الطرق عبر المناطق الجبلية للطرق السريعة وربط أنظمة الأنهار الداخلية. وشملت المقترحات الأخرى تفجير الكهوف تحت الأرض للمياه والغاز الطبيعي وتخزين النفط.

## اختبار بلوشير
كان أول انفجار مشروع جينوم النووي، الذي أجري في 10 ديسمبر1961. كان للاختبار العديد من الأهداف وقد اشتمل أكثرها عمومية على توليد البخار الذي يمكن استخدامه بعد ذلك لتوليد الكهرباء. وكان الهدف الآخر هو إنتاج نظائر مشعة مفيدة واستردادها. وشملت تجربة أخرى الفيزياء وقت طيران النيوترون. اشتملت تجربة على دراسات جيوفيزيائية مبنية على المصدر الزلزالي الموقوت.
تم إجراء 26 تفجير نووي في إطار برنامج PNE الولايات المتحدة من عام 1962 إلى 1973. بقيت حطام الانفجارات المشعة من 839 تفجير نووي تحت الأرض في الولايات المتحدة مدفونة في مكانها وقد تم الحكم عليها بأنها غير عملية لإزالتها من قبل مكتب موقع نيفادا في وزارة الطاقة. انتهى التمويل في عام 1977. وقدرت تكاليف البرنامج بأكثر من (720 مليون دولار).

## الآثار والمعارضة والاقتصاد
بدأت عملية بلوشير «مع توقعات كبيرة وآمال كبيرة». يعتقد المخططون أن المشاريع يمكن أن تكتمل بشكل آمن ولكن كان هناك ثقة أقل أنه يمكن استكمالها اقتصاديًا أكثر من الطرق التقليدية. علاوة على ذلك لم يكن هناك دعم كافٍ من قبل الكونجرس. كانت المشاريع والمدرسة مثالين حيث أثارت المشكلات الفنية والمخاوف البيئية المزيد من دراسات الجدوى التي استغرقت عدة سنوات وفي النهاية تم إلغاء المشروع.
عبر بعض المواطنين عن قلقهم ومعارضتهم لبعض اختبارات بلوشير. كانت هناك مخاوف من أن آثار الانفجار يمكن أن تجف الآبار النشطة أو تسبب زلزال.
كانت هناك آثار سلبية من قلة مختارة من 27 تفجير نووي في مشروع بلوشير، وخاصة تلك التي حدثت في مرحلة مبكرة في المشروع وتلك التي كانت عالية للغاية في إنتاج المتفجرات.